# موراي سنكلير
موراي سنكلير هو قاضي وسياسي كندي، ولد في 24 يناير 1951 في سيلكيرك في كندا. حزبياً، نشط في Independent Senators Group ‏. وقد انتخب عضو مجلس الشيوخ الكندي.